# Странствия Одиссея
«Странствия Одиссея» (итал. Ulisse) — итальянский пеплум, снятый по мотивам «Одиссеи» Гомера.

## Сюжет
Одиссей (Кирк Дуглас), царь Итаки, возвращается домой с Троянской войны, и его корабль терпит крушение на острове феакийцев. В начале он не может вспомнить, кто он, но постепенно к нему возвращается память, и Одиссей начинает рассказ о своём долгом путешествии домой из-под стен Трои: о встрече с циклопом Полифемом — сыном бога морей Посейдона, с волшебницей Цирцеей (в фильме нимфа Калипсо объединена с Цирцеей), поющими сиренами и путешествии в подземное царство мёртвых. Вспомнив всё, Одиссей в одежде нищего является в дом своей жены Пенелопы (Сильвана Мангано), чтобы отомстить её назойливым женихам.

## В ролях
- Кирк Дуглас — царь Итаки Одиссей
- Сильвана Мангано — Цирцея/Пенелопа
- Энтони Куинн — Антиной
- Россана Подеста — Навсикая
- Жак Дюмесниль — Алкиной
- Даниэль Ивернель — Еврилох
- Сильви — Эвриклея
- Франко Интерленги — Телемах
- Элена Зареши — Кассандра
- Эви Малтаглиати — Антиклея
- Людмила Дударова — Арета
- Пьеро Лулли — Ахиллес
- Умберто Сильвестри — Полифем, Кракос
- Гуальтьеро Тумиати — Лаэрт

## Премьеры
- — 6 октября 1954 года состоялась национальная премьера фильма в Риме[1].
- — премьера в Португалии прошла 12 октября того же года[1].
- — во Франции с 23 ноября 1954 года[1].
- — 17 августа 1955 года состоялась американская премьера фильма в Нью-Йорке[1].
- — фильм демонстрировался в советском кинопрокате с 10 сентября 1962 года[комм. 1][2]

## Комментарии
1. ↑  В советском прокате фильм демонстрировался с 10 сентября 1962 года, р/у Госкино СССР № 1168/62 (до 15 июля 1967 года), дублирован на к/ст. «Союзмультфильм», 1962 — опубликовано: «Аннотированный каталог фильмов действующего фонда: Художественные фильмы», М.: «Искусство»-1963, С. 320.